# 尼古拉斯·萊格伍德
尼古拉斯·萊格伍德（英語：Nikolas Ledgerwood；1985年1月16日—）是一位加拿大足球運動員，在場上的位置是中場。除了俱樂部的賽事之外，他也多次入選加拿大國家男子足球隊。